# Fred Mulders
Freerk Johannes Mulders (Amsterdam, 18 de septiembre de 1911-Ciudad de México, 5 de mayo de 1960), conocido como Freek o también Fred Mulders, fue un guitarrista neerlandés, combatiente en la guerra civil española, integrante de la resistencia neerlandesa y periodista. Es notable por haber popularizado la guitarra española en los Países Bajos a mediados de los años cuarenta y por su grabación de música indígena Mexicana a finales de los años cincuenta.

## Formación
Freerk Johannes fue el segundo de tres hijos del matrimonio entre los maestros Johannes Mulders y Anna Wilkens. Estudió ingeniería mecánica en la Middelbare Technische School (Escuela Técnica secundaria). Hizo su servicio militar en 1932 y alcanzó el grado de cabo. Después del servicio militar se dedicó a estudiar guitarra.

## Brigadista en la guerra civil española

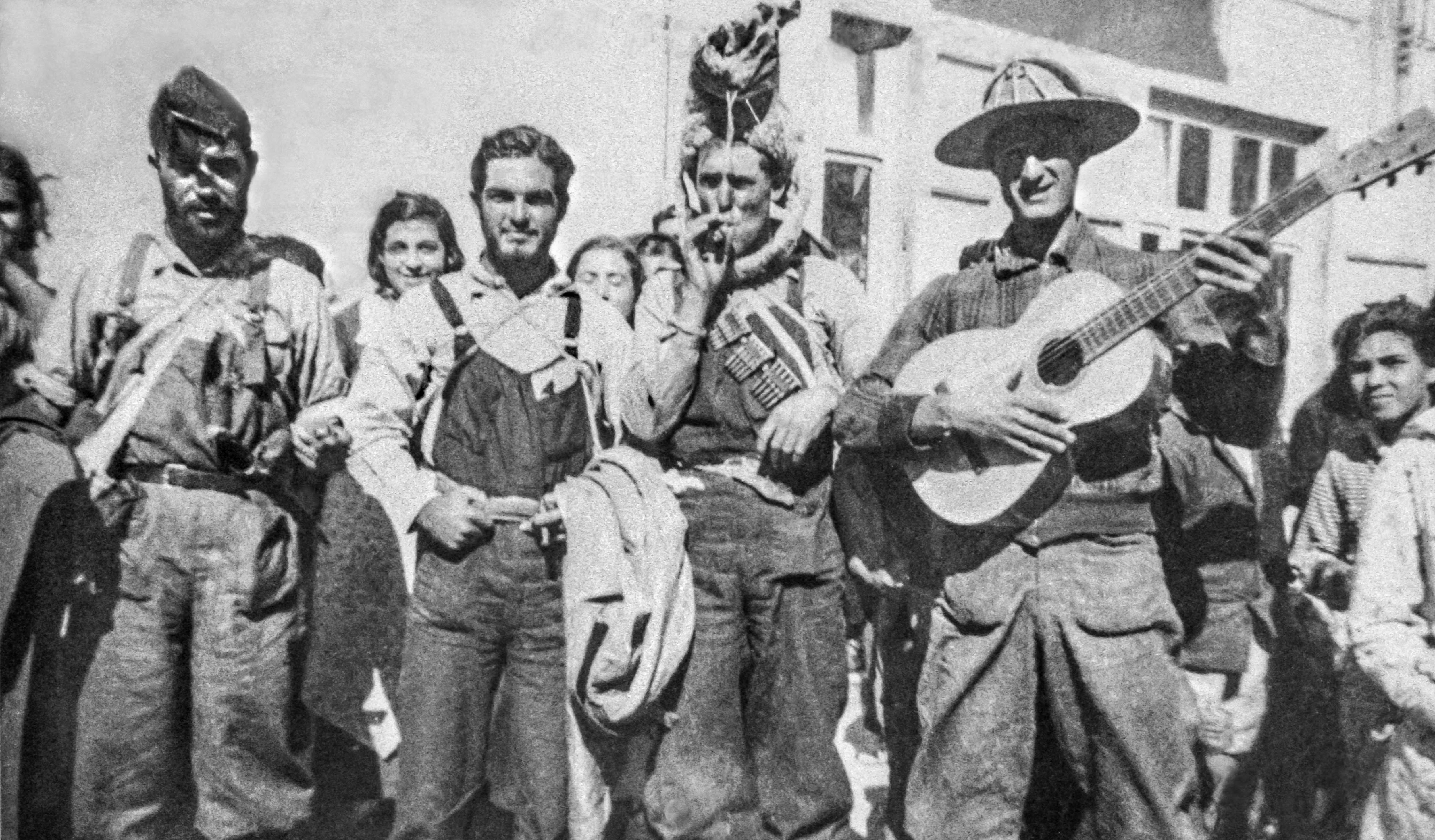
Milicianos republicanos en Alginet, 13 de octubre de 1936. A la derecha, con guitarra, Fred Mulders

En 1933 visitó Barcelona para aprender a tocar la guitarra. De vuelta en Amsterdam, dio clases de guitarra y compartía una casa con su novia Milly van Duivenbode y dos amigos, Maarten y Jan Hendrik, los hijos de Jan van Gilse. En 1936 viajó a Italia como corresponsal del periódico comunista neerlandés De Tribune. Su amigo Maarten van Gilse fue arrestado en Italia y Mulders huyó a Barcelona. Allí tomó clases de guitarra de Miguel Llobet y trabajaba como corresponsal para De Tribune. Estaba en Barcelona en Julio de 1936 y participó en la construcción de barricadas en torno al Castillo de Montjuic. Por su conocimiento de ingeniería mecánica y su formación militar, se incorporó a las fuerzas republicanas en el Frente de Aragón. En noviembre de 1936 regresó a Barcelona y participó en la defensa antiaérea.
Mulders hizo en 1937 un viaje a territorio controlado por el ejército franquista, por encargo del general de las Brigadistas Julius Deutsch. Al regresar a Barcelona, fue arrestado por los republicanos y reportado al Tribunal Especial de Espionaje y Alta Traición. Mulders fue encarcelado en el barco-prisión Argentina. En marzo de 1938 fue expulsado de España.

## Guitarrista y miembro de la resistencia
Mulders se reinstaló en Amsterdam con su novia Milly van Duivenbode. Se casaron en junio de 1938, semanas antes que fuera reincorporado al ejército neerlandés como reservista. Trabajó como guitarrista en programas de teatro y cabaret y fundó la asociación de guitarristas Constantijn Huygens. Fue profesor de guitarra en la Volksmuziekschool (Escuela de música del pueblo) en Amsterdam.
Integró el grupo de resistencia CS-6 (Comité de Sabotage #6), junto a varios otros veteranos de la guerra civil española. En diciembre de 1942 fue arrestado e internado en el Campo de concentración de Amersfoort. En febrero de 1943 fue trasladado al Campo de concentración de Vught en el que se incorporó a la sección de artistas y se consiguió una guitarra. En marzo de 1944 fue puesto en libertad. Se incorporó al equipo del periódico de resistencia De Vonk.
Después de la Segunda Guerra Mundial retomó sus actividades musicales. Hizo el acompañamiento musical en la versión neerlandesa de la obra Guardate del Agua Mansa de Pedro Calderón de la Barca con entre otros Fons Rademakers. En esta etapa estableció su fama como el primer músico en introducir al público neerlandés a la guitarra española.  Sin embargo, no se encontraba a gusto en su país natal. En septiembre de 1946 probó suerte en Paris donde integró la agrupación Les Amis de la Guitare, fundada por Emilio Pujol. En 1947 tomó la decisión de emigrar a los Estados Unidos donde vivía su hermano mayor.

## Carrera musical en Estados Unidos y expulsión por comunista
Mulders llegó a Chicago donde vivía su hermano Jan. Se incorporó al Chicago Classic Guitar Society y dictó una conferencia en el Roosevelt College. Se cambió a Nueva York, acompañando a una bailarina de flamenco. Se incorporó a la New York Society of the Classic Guitar y actuó junto a Andrés Segovia. En 1948 se mudó a California, donde consiguió trabajo como cocinero y guitarrista de flamenco en el restaurante Goya en San Francisco. Mulders se incorporó al Bay Area Classic Guitar Society y actuó en el conjunto The Baroque Players. Se presentó con el nombre de artista Guido Daunic. Se casó por segunda vez y tuvo un hijo.
Con el surgimiento del Macartismo y después de su segundo divorcio, el permiso de residencia de Mulders no fue renovado por su pasado comunista en Europa. En diciembre de 1953 se mudó a México con su tercera esposa Corlu Howes, a quien había conocido como guitarrista en The Baroque Players.

## Periodista en México
En 1954 quedó claro que Mulders no podía reingresar a Estados Unidos. Mulders y Howes se quedaron en México. Dio clases de guitarra con Nuestros Pequeños Hermanos pero ya no podía tocar bien la guitarra por un problema de movilidad en su mano. Retomó su actividad periodística, como corresponsal de la Groene Amsterdammer y la revista neerlandesa Panorama. En 1956 su esposa regresó a Estados Unidos para dar a luz el segundo hijo de Mulders.
Mulders se acercó a comunidades indígenas para grabar su música. Visitó el Valle del Mezquital en 1958 junto al fotógrafo Bob Schalkwijk para grabar una película. La BBC transmitió en 1959 el programa de radio Mexican Folk Music con las grabaciones de Mulders. Poco después se enfermó de cáncer. Murió en la Ciudad de México en 1960 a los 48 años de edad.